# مروة جاغران
مروة جاغران (بالتركية: Merve Çağıran)‏ ولدت في عام 1992، بالق أسير، تركيا. في عام 2010 تخرجت من ثانوية Konak Vali Gonul Anatolian. درست الفنون المسرحية في Akademi 35 Buçuk Sanat Evi.
شاركت في أول عمل لها في في مسلسل Tek Türkiye الذي يعرف في الوطن العربي باسم الأرض الطيبة في 2015، حققت نجاحاً كبيراً في مسلسل الحلوات الصغيرات الكاذبات كما شاركت في مسلسل الحب لا يفهم من الكلام بدور ايبيك (بيسان).